# Den spanske sångaren
Den spanske sångaren (franska: Le Chanteur espagnol) är en oljemålning av den franske konstnären Édouard Manet från 1860. Målningen ingår sedan 1949 i Metropolitan Museum of Arts samlingar i New York. 
Under andra kejsardömet uppstod i Paris ett stort intresse för spanskt måleri och i synnerhet Diego Velázquez som tydligt influerat Manet i Den spanske sångaren. Med en enkel bildkomposition som innehåller få föremål och bakgrundsdetaljer är fokus helt riktat mot den porträtterade. Manet målade flera verk i denna stil, bland annat Flöjtspelaren (1867). Den spanske sångaren är en tidig målning av Manet och den första av hans verk som antogs på Parissalongen där den 1861 fick ett positivt mottagande.   

## Relaterade målningar av Manet på Metropolitan Museum of Art

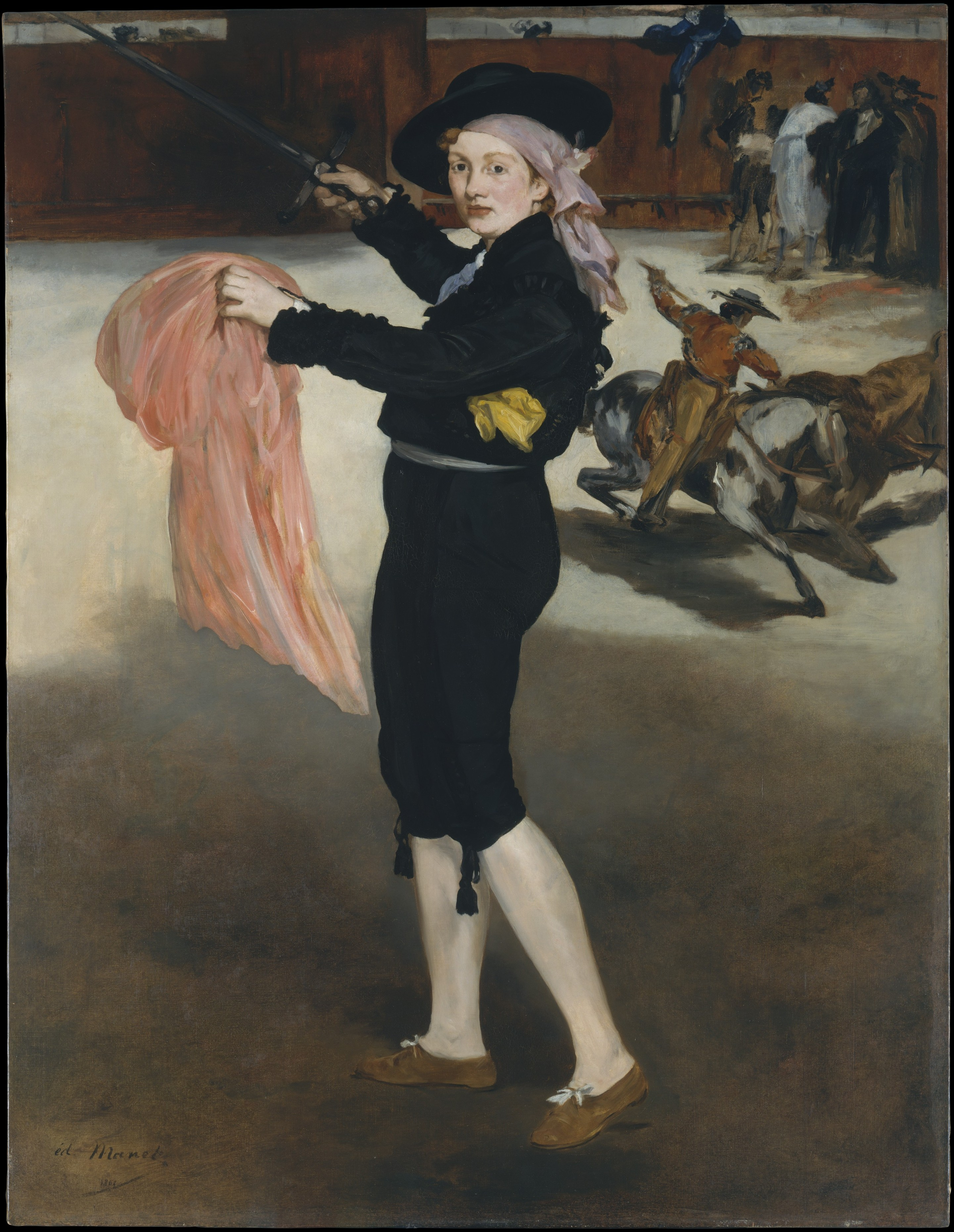
Mlle V. en costume d'espada (1862).
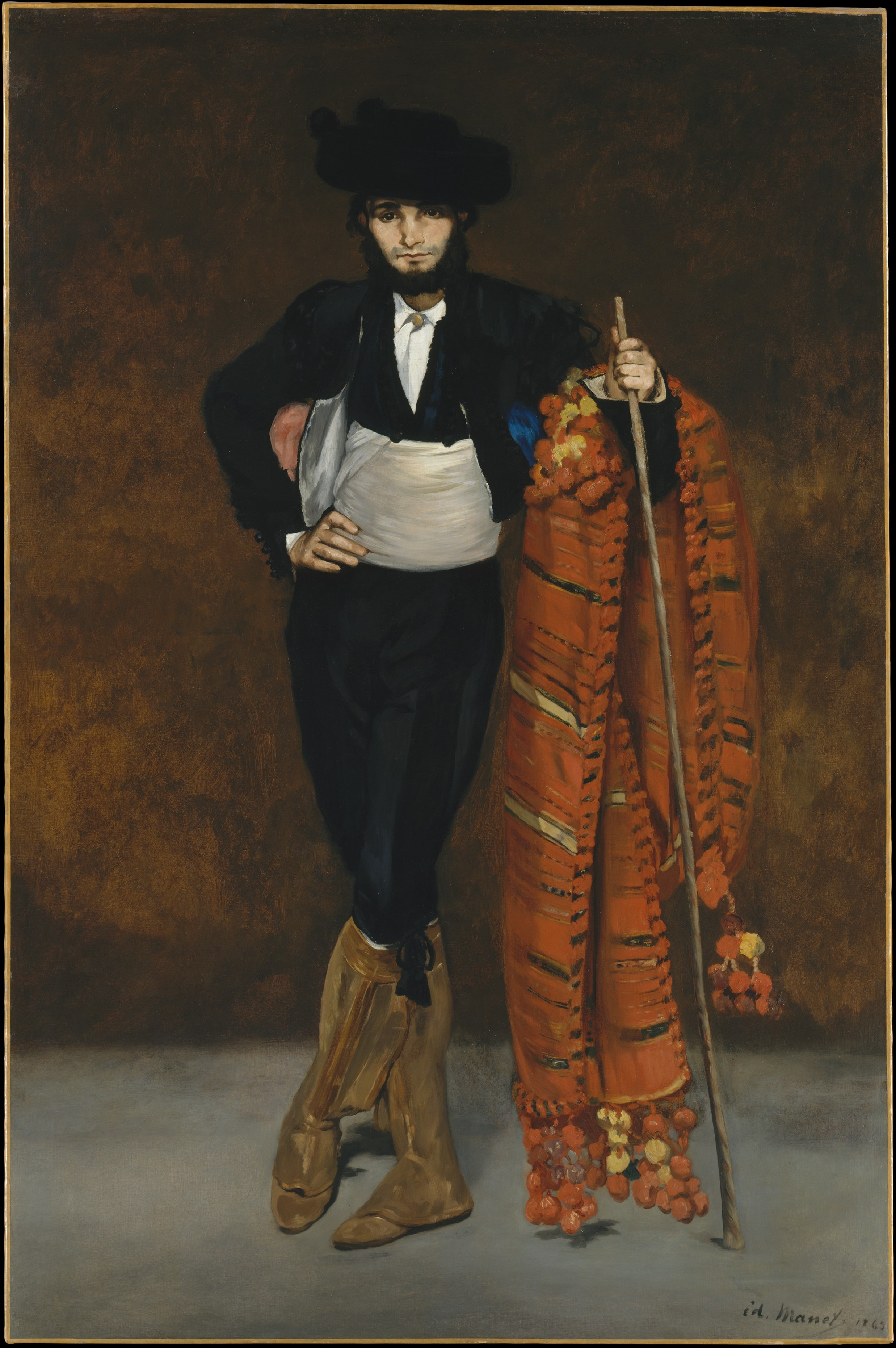
Jeune homme en costume de majo (1863).
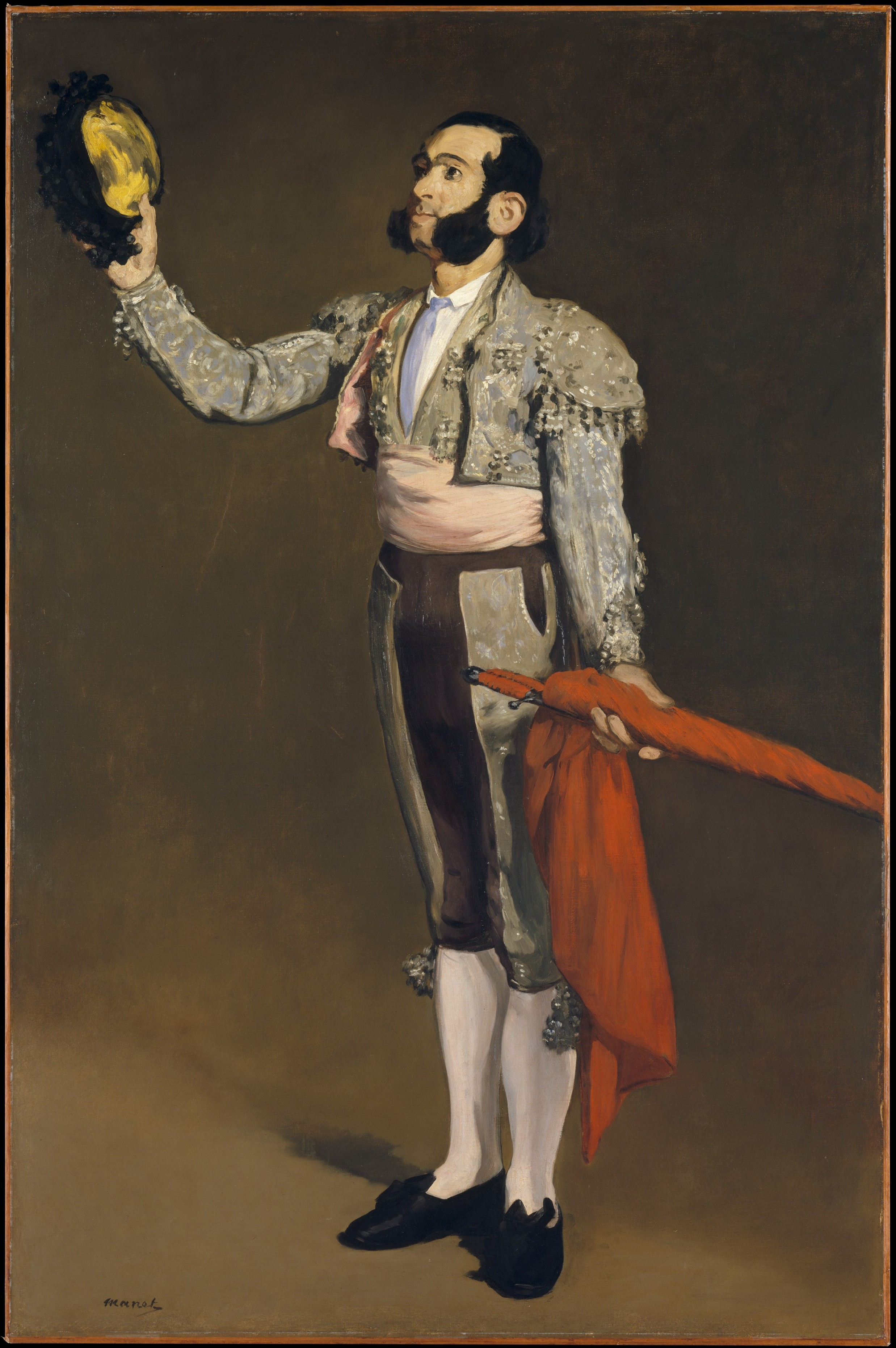
Le Matador saluant (1866–1867).